# Alter Brückenkopf (Trittenheim)

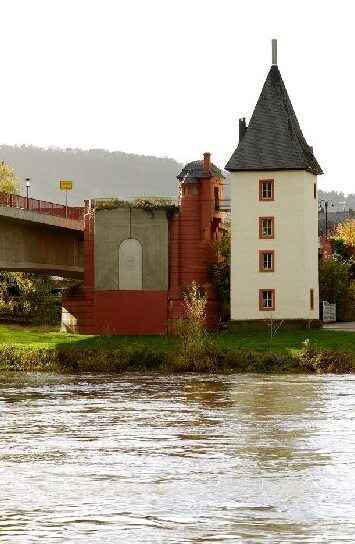
Alter Brückenkopf (links), Brückenhäuschen (Mitte) sowie Fährturm (rechts)

Der Alte Brückenkopf in Trittenheim stammt von der ersten Moselbrücke, die 1907/09 gebaut wurde und die bis dahin genutzte Pontenfähre zwischen den beiden Fährtürmen ablöste. An der nördlichen Seite des Brückenkopfes steht zwischen dem ortsseitigen Fährturm und dem ersten Brückenpfeiler ein schiefergedecktes Brückenhäuschen, welches von 1909 an zur Erhebung eines Brückenzolls zur Finanzierung der Moselbrücke entrichtet wurde. Beides wurde beim Neubau der aktuellen Moselbrücke um das Jahr 1992 aufwendig restauriert.
Ein Pfeiler der alten Brücke beherbergt eine äußerst seltene und unter Naturschutz stehende Fledermausart. Der Bestand dieser Fledermauskolonie wird regelmäßig von Bonner Naturschützern kontrolliert.
Heute dient der alte Brückenkopf als Ruhezone und Aussichtsplattform und beherbergt das Standbild des Johannes Trithemius.